# Lamier blanc
Lamium album
Pour les articles homonymes, voir Ortie (homonymie).
Espèce
Classification phylogénétique
Le lamier blanc  ou ortie blanche (Lamium album), est une espèce de plantes à fleurs de la famille des Lamiaceae. C'est une plante herbacée originaire de l'ensemble de l'Europe et de l'Asie occidentale. Elle croît dans des habitats variés allant de la prairie aux régions boisées, généralement sur des sols humides.
Malgré son nom vernaculaire d'« ortie blanche » ou d'« ortie morte », ce n'est pas une ortie véritable (genre Urtica). Elle ne pique pas. Les fleurs blanches et la tige à section carrée permettent de la distinguer sans équivoque.

## Étymologie
Lamium est issu du latin lamia, tiré du même mot grec désignant une créature monstrueuse (Lamia, ogresse dans la mythologie grecque), provenant de laimos, « gorge, gosier ». La corolle bilabiée des lamiers peut évoquer, pour un esprit imaginatif, la gueule ouverte de ces lamies monstrueuses. L'épithète album, « blanc », évoque la couleur des fleurs.

## Description

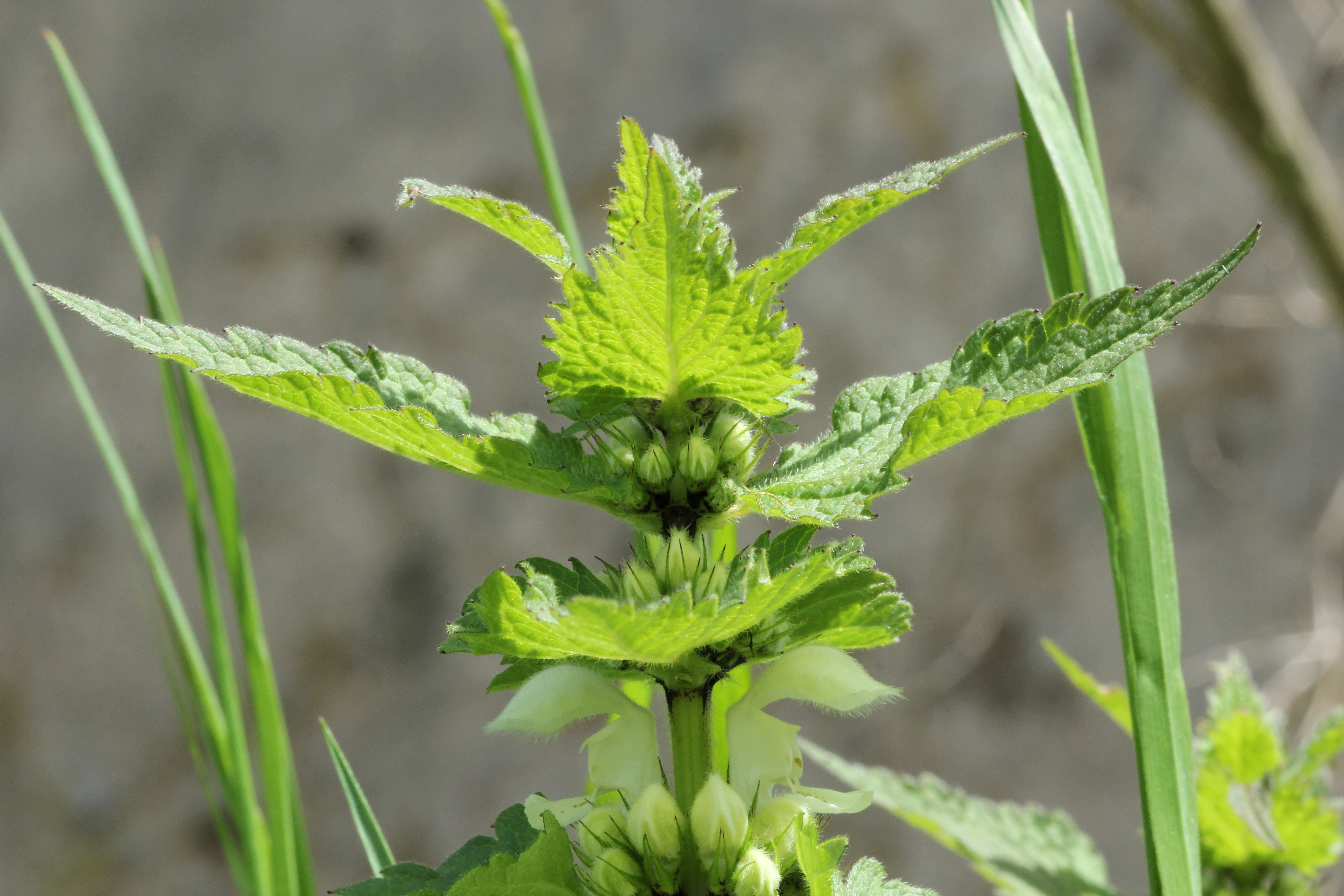
Détails de Lamium album.

### Appareil végétatif

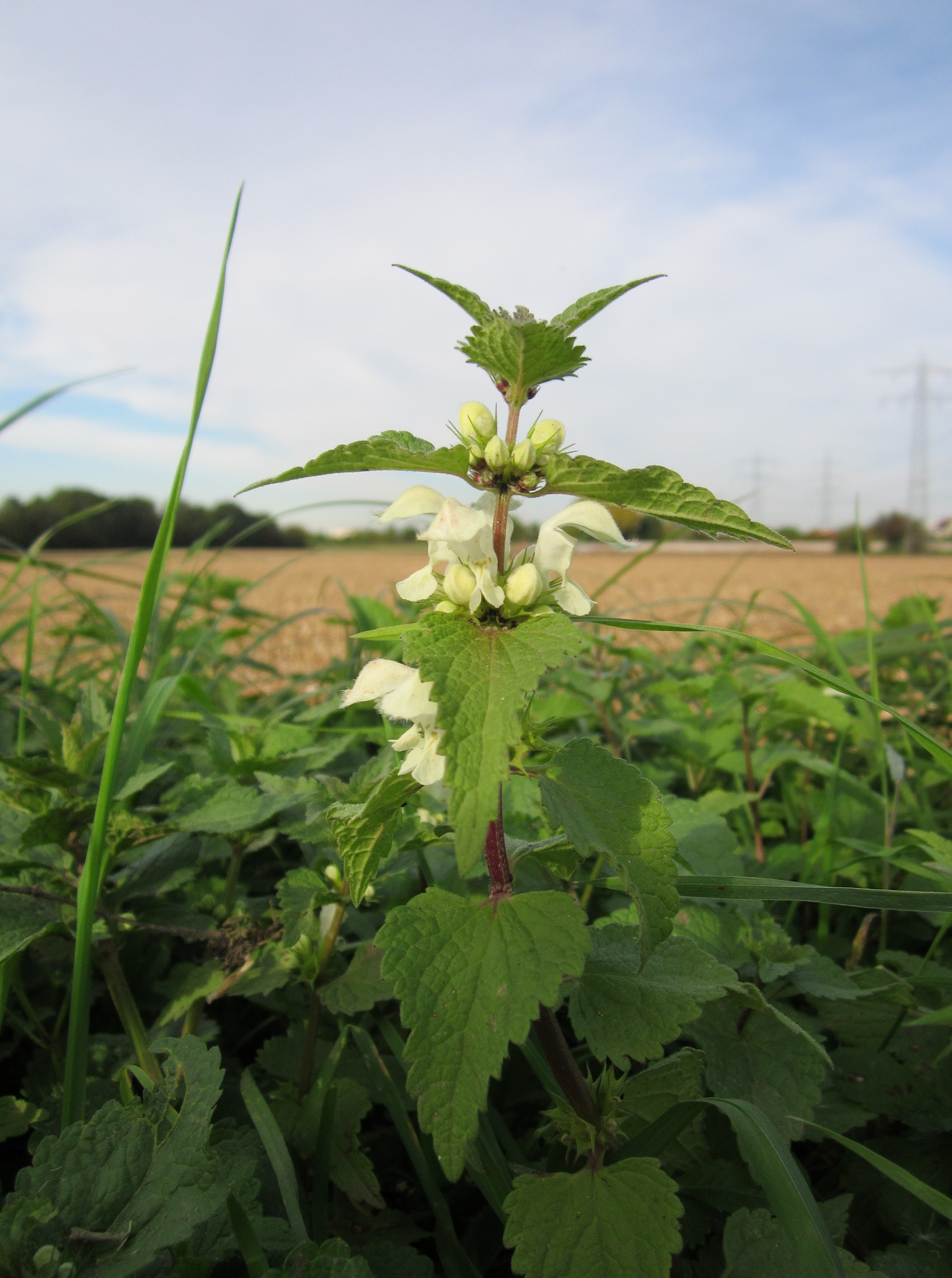
Lamier blanc

C'est une espèce de plantes herbacée vivace par un rhizome grêle, formant des colonies souvent importantes. Les tiges inclinées à ras de terre puis dressées, creuses, font 30 à 50 cm de hauteur en moyenne, et peuvent atteindre 100 cm dans des conditions optimales. Tomenteuses, elles ont, comme beaucoup de Lamiaceae, une section carrée. Les feuilles, d'un beau vert, sont opposées décussées et font 3 à 8 cm de long et 2 à 5 cm de large. Elles ont une forme triangulaire (as de pique) et un aspect duveteux au toucher. Leur bord est irrégulièrement denté et se termine par une pointe effilée. le pétiole peut mesurer jusqu'à 5 cm de long. Par leur allure générale, leurs découpures, et leur ordre d'insertion, ces feuilles ressemblent à celles des orties au milieu desquelles le Lamier blanc pousse parfois, mais elles n'ont pas les stipules.

### Appareil reproducteur
- Inflorescence : 6 à 15 fleurs groupées en verticilles ou glomérules à l'aisselle des feuilles
- Fleurs blanches mesurant entre 1,5 et 2,5 cm de long, à la corolle bilabiée (à lèvre supérieure ciliée) comportant un anneau interne de poils
- Période de floraison : mai-août
- Sexualité : hermaphrodite
- Ordre de maturation : homogame
- Pollinisation : entomogame
- Fruit : Tétrakène composé de quatre nucules renfermant une graine ovoïde, chaque akène devenant indépendant à maturité
- Dissémination : myrmécochore

## Habitat et répartition
- Habitat type : plante nitrophile, elle se développe dans les friches et lisières vivaces médioeuropéennes, eutrophiles, mésohydriques. Elle est associée au cortège floristique suivant : Grande Bardane, Petite Bardane, Raifort, Grande ciguë, Ballote fétide, Grande ortie[3]

- Aire de répartition : eurasiatique[4]

## Utilisations

### Comestibilité
Les jeunes feuilles, les pousses feuillées et les têtes fleuries sont comestibles (avec un goût de champignon moins prononcé que le lamier pourpre) et peuvent être consommées en salades ou être cuisinées comme des légumes. Les fleurs sont également comestibles.

#### Alimentation des animaux
Certains animaux peuvent la consommer, notamment le cochon d'Inde,.

### Propriétés médicinales
Les feuilles et les sommités fleuries sont utilisées comme astringent, hémostatique et expectorant.
La plante a également un certain nombre d'utilisations en phytothérapie :
- ses propriétés astringentes dues à des tanins catéchiques la rendent active dans la séborrhée du cuir chevelu (sous forme de shampooing),
- des infusions de feuilles sont aussi utilisées traditionnellement comme anti-infectieux de la muqueuse vaginale.

Plantée en association avec la pomme de terre, elle repousse les doryphores et améliore le goût des pommes de terre.

### Usage ludique
Cette plante « ressemble tant à l'ortie que les enfants s'amusent à arracher les fleurs sous les feuilles pour faire peur à leurs camarades ».

## Galerie photo

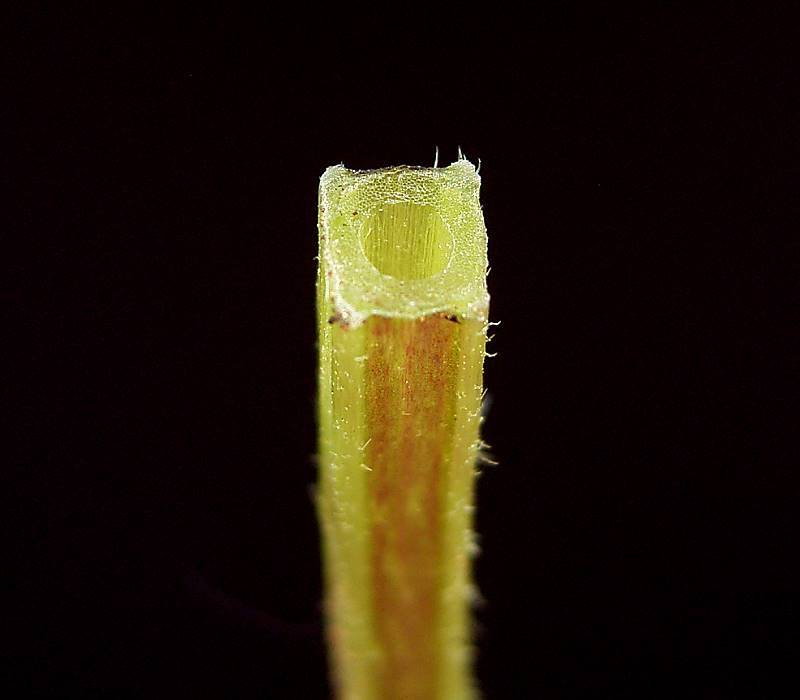
Section carrée de la tige.
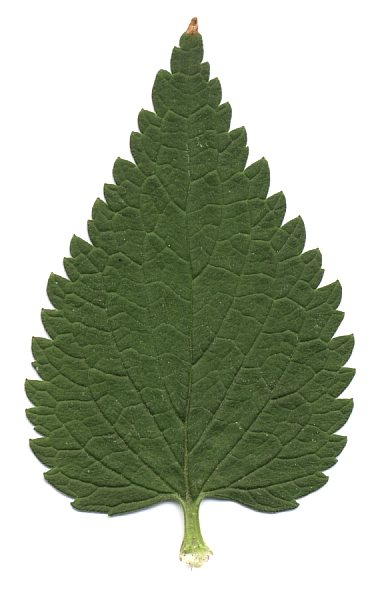
Feuille.
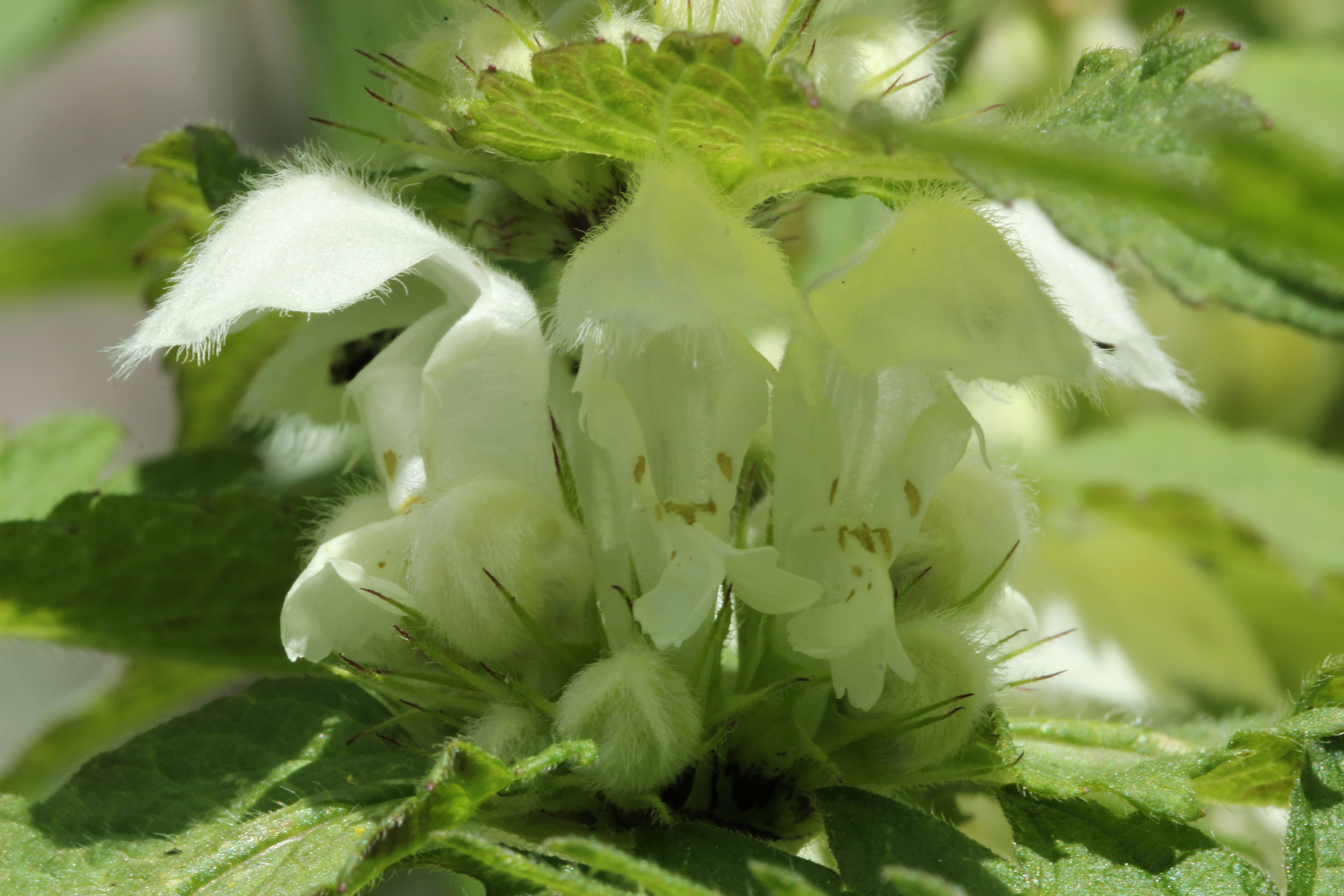
Fleurs.
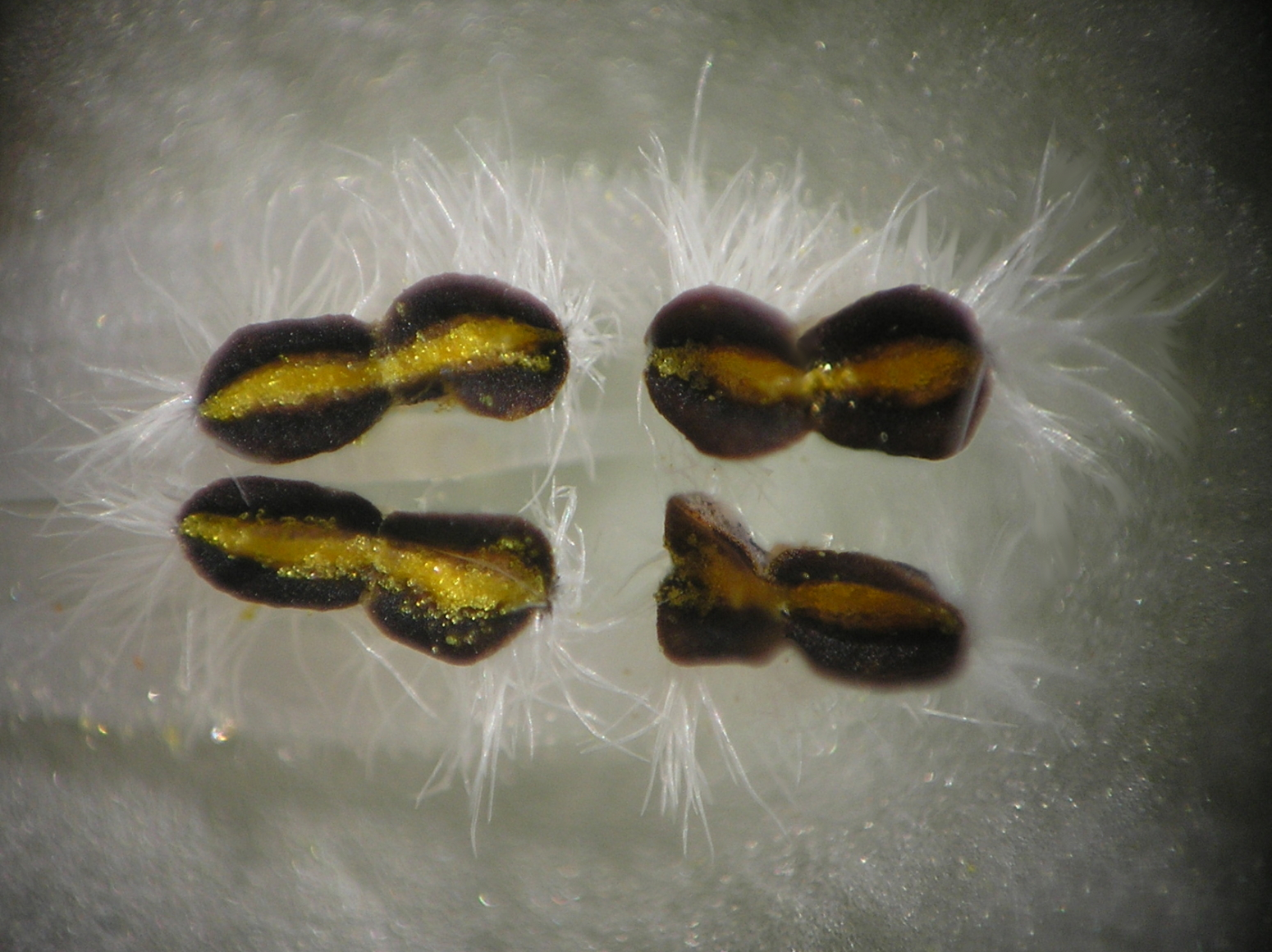
anthère.